# Cantarella
La cantarella o acquetta di Perugia es un veneno inodoro, incoloro e insípido; obtenido mezclando arsénico con vísceras de cerdo secas. Presentándose como un polvo blanco similar al azúcar. Se considera un veneno muy tóxico que provoca la muerte, tras atroces tormentos, en veinticuatro horas. Se dice que fue el arma básica utilizada por los Borgia, según la leyenda negra creada por sus enemigos, en torno a la vida de esta familia.

## Historia
Se especula que la cantarella fue el veneno más utilizado durante la Italia del Renacimiento, ya que teóricamente fue empleado como instrumento de asesinato en las intrigas familiares de ilustres dinastías como los Médici, Borja/Borgia, Orsini, Sforza y Barbarigo.

## Antídoto
Su antídoto es el Dimercaprol.

## Forma de preparación
Una supuesta forma de preparación era sacrificando un cerdo y del cual se sacaban sus entrañas rociándolas con arsénico, y se las colocaban en una vasija de cobre durante treinta días, aguardando su total putrefacción. Cumplido dicho lapso, se sacaba la masa putrefacta y se recogían los líquidos que se desecaban para obtener una cristalización. El resultante, una especie de polvo blanquecino parecido al azúcar, se lo depositaba en una caja de metal pequeña, preferiblemente de oro.